# أبو الحسن تاناشاه
السُّلطَانُ أَبُو الحَسَن قُطبشَاه القَرَاقُويُونلَوِيّ (بالفارسيَّة: سُلطان ابُو الحسن قُطب‌شاه قَره‌قُویونلوی، وبالأرديَّة: سُلطان ابُو الحسن قُطب شاه القَراقویُونلوی، وبالتيلوغويَّة: అబుల్ హసన్ కుతుబ్ షా) (1009هـ - 1110هـ المُوافق فيه 8 تشرين الأوَّل (أكتوبر) 1600م - 1699م)، الشهير اختصارًا بِـ«أبو الحسن قطبشاه» أو «أبو الحسن تاناشاه»، هو ثامن سلاطين گُلكُندة من السُلالة القُطبشاهيَّة التي حكمت في الديار الهنديَّة لِما يُقارب قرنين من الزَّمن. وقد حكم البلاد من سنة 1082هـ المُوافق لسنة 1672م إلى 1098هـ المُوافقة لِسنة1687م. وقد كان شاعرًا وراعيًا عظيمًا للفُنُون والثقافة ومُحبًا لهُما وعلى أثر ذلكُمُ الأمر عُرِف بِلقب «تاناشاه» وهي كلمةٌ منحوتةٌ من «تانا» ومعناها «الذوق» وكلمة «شاه» ومعناها «الملك» فيكون معنى اللَّقب «ملك الذوق». وهو آخر سلاطين الدولة القطبشاهيَّة بعد غزوها على يد المغول في 24 ذو القعدة 1098هـ المُوافق 30 أيلول (سپتمبر) 1687م.